# Oroniscus hessei
Oroniscus hessei is een pissebed uit de familie Oniscidae. De wetenschappelijke naam van de soort is voor het eerst geldig gepubliceerd in 1936 door Karl Wilhelm Verhoeff.